# Genski proizvod
Genski proizvod je pojam kojim označujemo biološke proizvode koji su rezultat genskog izražaja. U njih ubrajamo RNK i bjelančevine. Mjera količine genskog proizvoda ponekad se primjenjuje radi izmjere aktivnosti gena. Pojava neuobičajene količine genskog proizvoda može biti u svezi s alelima koji uzrokuju patološka stanja, poput onkogena koji mogu uzrokovati rak. Primjer poznatog bjelančevinskog genskog proizvoda je BCR-ABL, koji se smatra uzrok kronične mijeloidne leukemije. Drugi primjeri genskih proizvoda su transkripcijski čimbenici. Vidi bjelančevinsko dizajniranje.